# Greasemonkey
Greasemonkey je rozšíření pro webový prohlížeč Mozilla Firefox, které umožňuje spustit před nahráním a po nahrání stránky do prohlížeče programový kód v JavaScriptu. To lze využít například pro vkládání nových odkazů, skrývání částí stránky (reklamy), změnu vzhledu stránky a obecně pro přidávání nové funkcionality. Pomocí Greasemonkey a skriptů lze také na webu vypnout detekci přítomnosti doplňků blokujících reklamu v prohlížeči.
Greasemonkey je šířen pod licencí Expat. Jeho vývojáři jsou Anthony Lieuallen, Aaron Boodman a Johan Sundström.

## Podpora uživatelských skriptů v jiných prohlížečích
V Internet Exploreru umožňuje tuto funkcionalitu doplněk IE7Pro. V Google Chrome (od sestavení 3499) je možné spouštět Greasemonkey skripty, pokud je spuštěn s parametrem --enable-greasemonkey. V prohlížeči Opera je podpora pro uživatelské skripty již zabudována.